# Platanthera azorica
Platanthera azorica (лат.) — орхидея, вид рода Любка (Platanthera) семейства Орхидные (Orchidaceae). Эндемик Азорских островов. Вид был «заново открыт» в 2011 году на одном вулканическом хребте на острове Сан-Жоржи в центре Азорских островов и «возможно, является самым редким настоящим видом орхидей в Европе». Хотя ранее некоторые источники считали, что P. azorica — это то же самое, что и Platanthera micrantha, открытие 2011 года побудило к тщательному анализу исторических и современных данных и образцов, в результате чего были идентифицированы три вида.

## Происхождение вида
Генетическое тестирование подтвердило, что происхождение Platanthera azorica происходит из Европы или Северной Африки, а не из Северной Америки, как предполагалось ранее, и данные свидетельствуют о том, что «азорская линия представляет собой единую миграцию семян на архипелаг из материковой европейской популяции […]».

## Описание
В настоящее время существует три различных вида Platanthera на Азорских островов. Кроме P. azorica на архипелаге произрастают также Platanthera micrantha и Platanthera pollostantha. P. azorica исключительно редкий вновь открытый вид теперь правильно идентифицирован как P. azorica, обычно называемый орхидеей-бабочкой Хохштеттера в честь немецкого ботаника Карла Хохштеттера. Хохштеттер первоначально нашел образец в 1838 году во время научной экспедиции на шесть из девяти Азорских островов, который не отличался от других видов. Цветок P. azorica «исключительно большой» по сравнению с двумя другими родственными видами.

## Ареал и местообитание
Эндемик Азорских островов. На момент повторного открытия этот вид был известен только тем, что произрастал на небольшом возвышенном участке острова Сан-Жоржи. Этот остров не был включён в экспедицию Кристиана Фердинанда Фридриха Хохштеттера на Азоры в 1838 году, поэтому образец, первоначально собранный экспедицией, был с другого острова. Открытие в 2017 году цветущего образца на соседнем острове Фаял подтвердило его присутствие на других островах архипелага.